# Zofia Kawecka

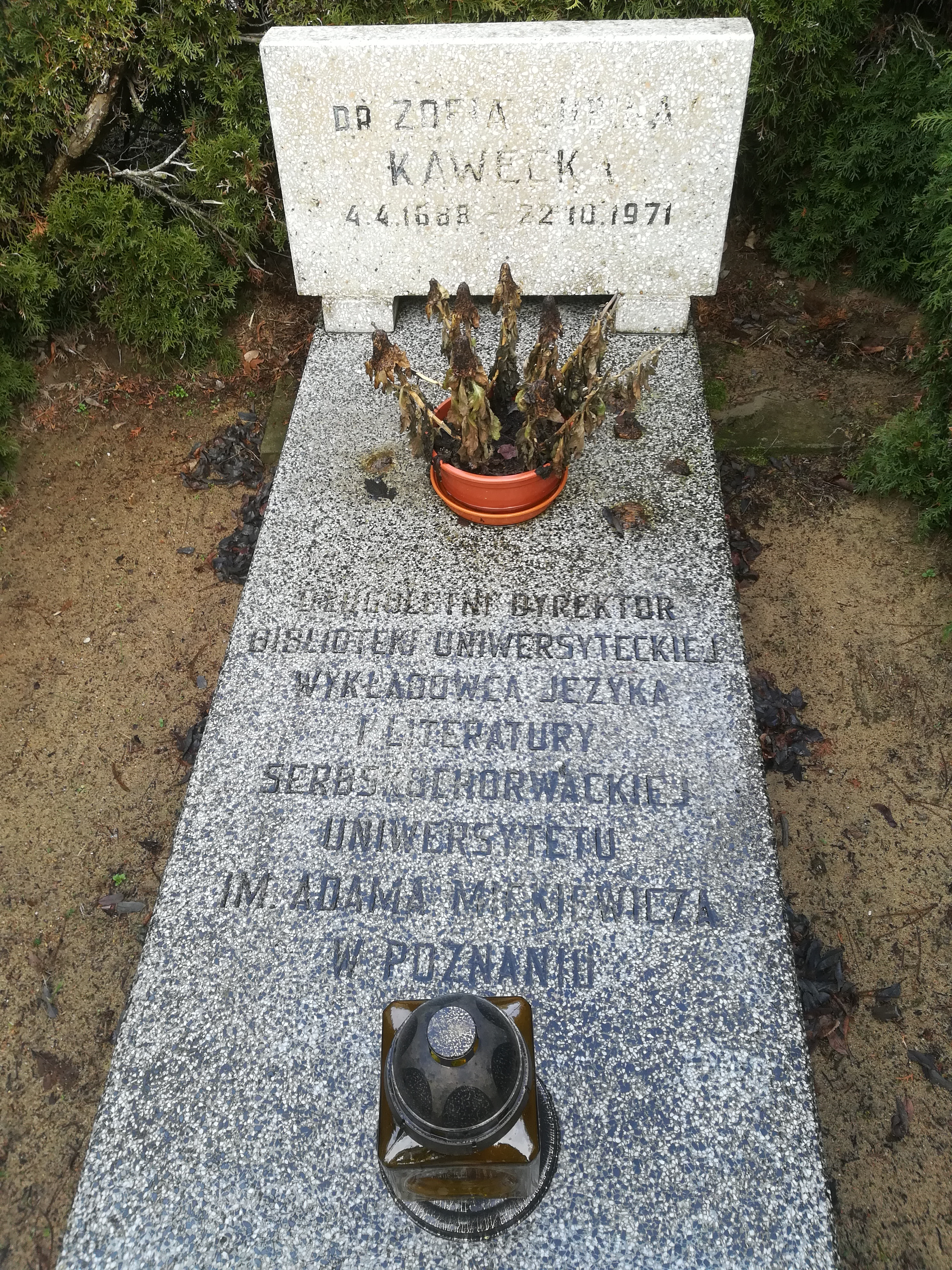
Grób Zofii Kaweckiej

Zofia Lubina Kawecka (ur. 4 kwietnia 1888 w Dolnej Tuzli, zm. 22 października 1971 w Poznaniu) – polska bibliotekarka, nauczycielka, tłumaczka, działaczka społeczna, feministka.

## Życiorys
Urodziła się w Tuzli w rodzinie Ksawerego, urzędnika sądowego, i Heleny z Seredyńskich. Z czasem przeniosła się z ojcem do Sarajewa. Możliwość kształcenia się wówczas przez kobiety na poziomie szkoły średniej w Bośni była znacznie utrudniona. Dlatego, celem kontynuacji nauki, została wysłana do Krakowa, gdzie uczęszczała do Gimnazjum św. Jadwigi, które ukończyła w 1906. Następnie studiowała germanistykę i filologię klasyczną na Uniwersytecie Jagiellońskim (1906–1910). Przez rok kształciła się także na Uniwersytecie Wiedeńskim. W 1911 uzyskała tytuł doktora filozofii, broniąc dysertację Muskatbluts Leben und Dichten. Była jedną z pierwszych kobiet urodzonych na terenie Bośni i Hercegowiny, która otrzymała tytuł doktora nauk.
W tym samym roku powróciła na Bałkany. W czasie I wojny światowej pracowała jako pielęgniarka Czerwonego Krzyża w miejscowości Novi w Dalmacji. Po wojnie przyjechała z ojcem do Poznania. 3 listopada 1920 rozpoczęła pracę w tamtejszej Bibliotece Uniwersyteckiej. Sprawowała funkcje kierownicze, katalogowała inkunabuły, wykładała literaturę oraz język serbsko-chorwacki. Współpracowała z Edwardem Klichem. Kawecka zaangażowana była w działalność Polsko-Jugosłowiańskiego Towarzystwa w Poznaniu, w ramach którego wydawano m.in. „Przegląd Polsko-Jugosłowiański”. Publikowała tłumaczenia oraz artykuły na temat kultury i historii południowych Słowian w lokalnych czasopismach: „Kurierze Poznańskim” (1928–1930), „Przeglądzie Muzycznym” (1921), „Tęczy” (1931), „Dzienniku Poznańskim” (1933), „Przeglądzie Współczesnym” (1924). W 1936 została wyróżniona przez króla Jugosławii Krzyżem Oficerskim Orderu świętego Sawy za zasługi w krzewieniu w Polsce kultury i literatury narodów jugosłowiańskich. W 1933 reprezentowała Polskę na III Kongresie Jedności Słowiańskich Kobiet w Belgradzie.
We wrześniu 1939 Kawecka była komendantką obrony przeciwlotniczej w Bibliotece. 23 grudnia 1939 została wyrzucona z jej mieszkania przy ul. Małeckiego. Na początku 1940 przeniosła się do Warszawy, gdzie prowadziła tajne lekcje języka niemieckiego w Państwowym Gimnazjum Żeńskim im. M. Curie-Skłodowskiej. Działała w Komitecie Samopomocy Pracowników Uniwersytetu Poznańskiego oraz Stołecznym Komitecie Samopomocy Społecznej. W lipcu 1941 przeprowadziła się do majątków Głazów pod Sandomierzem, gdzie także pracowała jako nauczycielka. Po zakończeniu okupacji niemieckiej, od września 1944 do 14 kwietnia 1945 uczyła w gimnazjum w Sandomierzu. Powróciła do Poznania, gdzie 24 kwietnia 1945 ponownie podjęła pracę w Bibliotece Uniwersyteckiej. Od 1950 do przejścia na emeryturę w 1958 była jej dyrektorką.
Od 1956 mieszkała przy bibliotece. Jej mieszkanie zostało po śmierci przekształcone w salę biblioteczną.
Zmarła 22 października 1971 w Poznaniu, pochowana 25 października 1971 na cmentarzu komunalnym Junikowo (pole AZ-P-69).

## Publikacje
- Zofia Kawecka: Królewicz Marko w historji Serbji i w pieśni ludowej. Poznań: 1928, s. 12. OCLC 837592253.
- Zofia Kawecka: Bibliografja regionalna za lata 1930–1932 włącznie. Poznań: Wyd. Zarząd st. m. Poznania, 1934, s. 246. OCLC 837591952.
- Zofia Kawecka: O bibliografji regjonalnej : (koreferat). Warszawa: 1936, s. 299. OCLC 831090936.
- Zofia Kawecka: Materiały do katalogu inkunabułów Biblioteki Głównej Uniwersytetu im. A. Mickiewicza. Poznań: Uniw. im. A. Mickiewicza, 1960, s. 143. OCLC 803413708.

Książki dla dzieci
- Zosia Kawecka: Cudne Bajki. Adam Setkowicz (ilustr.). Kraków: Salon Malarzy Polskich, 1925, s. 16.
- Zosia Kawecka: Kopciuszek. Leon Perfecki (ilustr.). Kraków: Salon Malarzy Polskich, 1925, s. 16.
- Zosia Kawecka: Tomcio Paluch. Leon Perfecki (ilustr.). Kraków: Salon Malarzy Polskich, 1925, s. 16.
- Zofja Kawecka: Robinson Kruzoe. Daniel Defoe (oryg.). Kraków: Salon Malarzy Polskich, 1925, s. 16.
- Zosia Kawecka: Jaś i Małgosia : opowiadanie. Leon Perfecki (ilustr.). Kraków: Salon Malarzy Polskich, 1925, s. 16.
- Zosia Kawecka: Przygody Zosi i Maciusia. Adam Setkowicz (ilustr.). Kraków: Salon Malarzy Polskich, 1925, s. 16.
- Zosia Kawecka: Wierszyki i powiastki dla grzecznych dzieci. Adam Setkowicz (ilustr.). Kraków: Salon Malarzy Polskich, 1936, s. 16.